# پینز
پینز (به هلندی: Peins) یک منطقهٔ مسکونی در هلند است که در فرانکرادیل واقع شده‌است. پینز ۲۶۰ نفر جمعیت دارد.